# پنگوه (استان ماسوویان)
پنگوه (به لهستانی:  Pniewy) یک روستا در لهستان است که در گمینا پنگوه (استان ماسوویان) واقع شده‌است.